# Тінте
Тінте (нід. Tinte) — селище в нідерландській провінції Південна Голландія. Входить до муніципалітету Ворне-ан-Зе.